# イード・アル＝アドハー

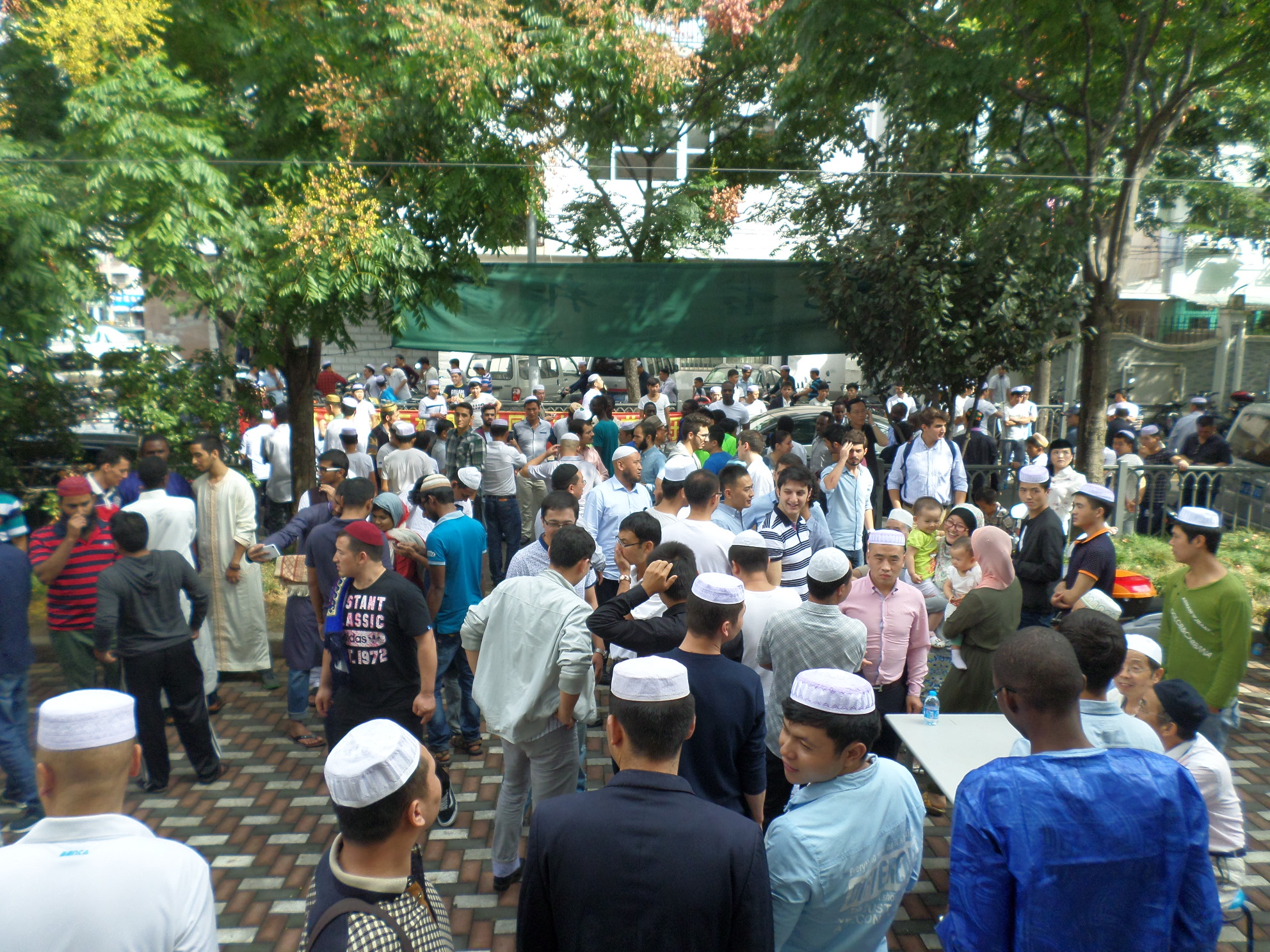
中国でのイード・アル＝アドハー

イード・アル＝アドハー（アラビア語: عيد الأضحى ʿīd al-ʾaḍḥā、Eid al-Adha）は、イスラム教で定められた宗教的な祝日。イブラーヒーム（アブラハム）が進んで息子のイスマーイール（イシュマエル）をアッラーフへの犠牲として捧げようとした事を世界的に記念する日。ムスリムの巡礼月の10日に行われるイード（祝祭）である、イード・アル＝フィトルと同様に、イード・アル＝アドハーは短い説教をともなう祈祷（フトゥバ）から始まる。イード・アル=フィトルより長期間にわたるため、「大イード」などとも呼ばれる。また、日本では「犠牲祭」と意訳され、ロシアを筆頭とする（中央アジア地域も含む）旧ソ連構成国では「ウラザバイラム（ロシア語: Курбан-байрам）」と呼ばれている。
イード・アル＝アドハーはヒジュラ暦の12月10日から4日間にわたって行なわれる。この日は世界中のムスリムによるサウジアラビアのメッカへの毎年恒例の巡礼においてアラファト山を降りる日の翌日にあたり、すなわちハッジの最終日である。また、巡礼に参加しているムスリムはもちろん、巡礼に参加していないムスリムも経済的能力があれば動物を(羊の場合は1人分、ラクダおよび牛の場合は最大7人まで)贄として捧げ、この日を祝う。

## 別名
イード・アル＝アドハーは、イスラム世界で広く使われる別名も持っている。以下に例を挙げる。
- イード・アル・アドハーに由来する語
  - ヒンディー語、ウルドゥー語、ベンガル語…インド亜大陸
  - マレー語、インドネシア語…東南アジア島嶼部

- クルバン(アラビア語でقربان Qurbān＝犠牲)に由来する語
  - ペルシア語、タジク語 、ダリー語…ペルシア語文化圏
  - トルコ語、アゼルバイジャン語、タタール語、カザフ語、ウイグル語…テュルク文化圏…ペルシア語の影響。トルコでは「クルバン・バイラム」とも呼称されている[3]。
  - マレー語、インドネシア語…東南アジア島嶼部
  - セルビア語、クロアチア語、ボスニア語、ブルガリア語…南スラヴ語…トルコ語の影響。
  - ロシア語…東スラブ語…タタール語の影響。

その他の地域
- 中国語…テュルク・ペルシアの影響。
- クルド語、パシュトー語…インド・イラン諸語

タバスキ…セネガル、ニジェール、モロッコ、ベナンなど西・中央アフリカ諸国。
イード・アル・カビール(アラビア語:عيد الكبير `Īd al-Kabīr大祭)
アラブ文化圏…イエメン、シリア、北アフリカ諸国、マグレブ
フランス語…マグレブからの移民の影響。

## 歴史と現状
老若男女を問わず、イードに参加する全てのムスリムは正装を着用してモスクに集うよう求められる。また、所有するヒツジやラクダ、ウシ、ヤギなどの家畜から生贄を供出することもできる。供出された動物はウドヒヤ（udhiya、アラビア語でأضحية）またはカルバニと呼ばれ、年齢や品質の基準を満たしたものだけが適格とされる。一般的には、4歳以上で26ストーン（163.8kg）より重いものがふさわしい。生贄に捧げる際にはアッラーフの名を復唱し、ムハンマドと同じように嘆願を述べる。コーランによれば、肉の大部分は飢えた貧しい人々に与えられるべきであり、これらの人々はイード・アル＝アドハーの宴会に参加できる。残りは家族にお祝いの食事として分けられ、親族や友人を招いてこれを食べる。貧しくないムスリムは捧げられた食物に手をつけない事で協力し、イード・アル＝アドハー期間中のイスラム社会における慈善が実践される。イスラム社会においては、イード・アル＝アドハーを通じて倫理的な実践が強く確認される。また、人々は、期間中に両親、家族・友人の順番に親族などを訪問する。
初日と最終日にタクビールを唱える（「アッラーフ・アクバル」と唱える）事と同様に、肉をふるまう事はイード・アル＝アドハーにおける不可欠な要素とみなされる。

## グレゴリオ暦との関係
太陰暦に基づくイスラム暦においてイード・アル＝アドハーは毎年同じ日付に行なわれるが、一般的な太陽暦を採用しているグレゴリオ暦では年ごとに日付が異なる。また、年によってはグレゴリオ暦で相当する日付が2種類になる場合もある。具体例は以下の通り。換算を提供するサイトもある。
| 西暦（年） | グレゴリオ暦の日付 |
| ---------- | ------------------ |
| 2005       | 01月21日           |
| 2006       | 01月10日           |
| 2006       | 12月31日           |
| 2007       | 12月19日           |
| 2008       | 12月08日           |
| 2009       | 11月27日           |
| 2010       | 11月16日           |
| 2011       | 11月06日           |
| 2012       | 10月26日           |
| 2013       | 10月15日           |
| 2014       | 10月04日           |
| 2015       | 09月23日           |
| 2016       | 09月12日           |
| 2017       | 08月31日           |
| 2018       | 08月20日           |
| 2019       | 08月10日           |
| 2020       | 07月31日           |
| 2021       | 07月20日           |
| 2022       | 07月09日           |